# Mont Arthur (Tasmanie)
Pour les articles homonymes, voir Mont Arthur.
 (août 2014).
Si vous disposez d'ouvrages ou d'articles de référence ou si vous connaissez des sites web de qualité traitant du thème abordé ici, merci de compléter l'article en donnant les références utiles à sa vérifiabilité et en les liant à la section « Notes et références ».
Le mont Arthur est une montagne du nord de la Tasmanie, au nord-est de Launceston, près du village de Lilydale.
En raison de sa proximité avec Launceston, son sommet héberge un grand nombre de tours-relais pour la radio, dont WayFM (105.3 et 98.1).

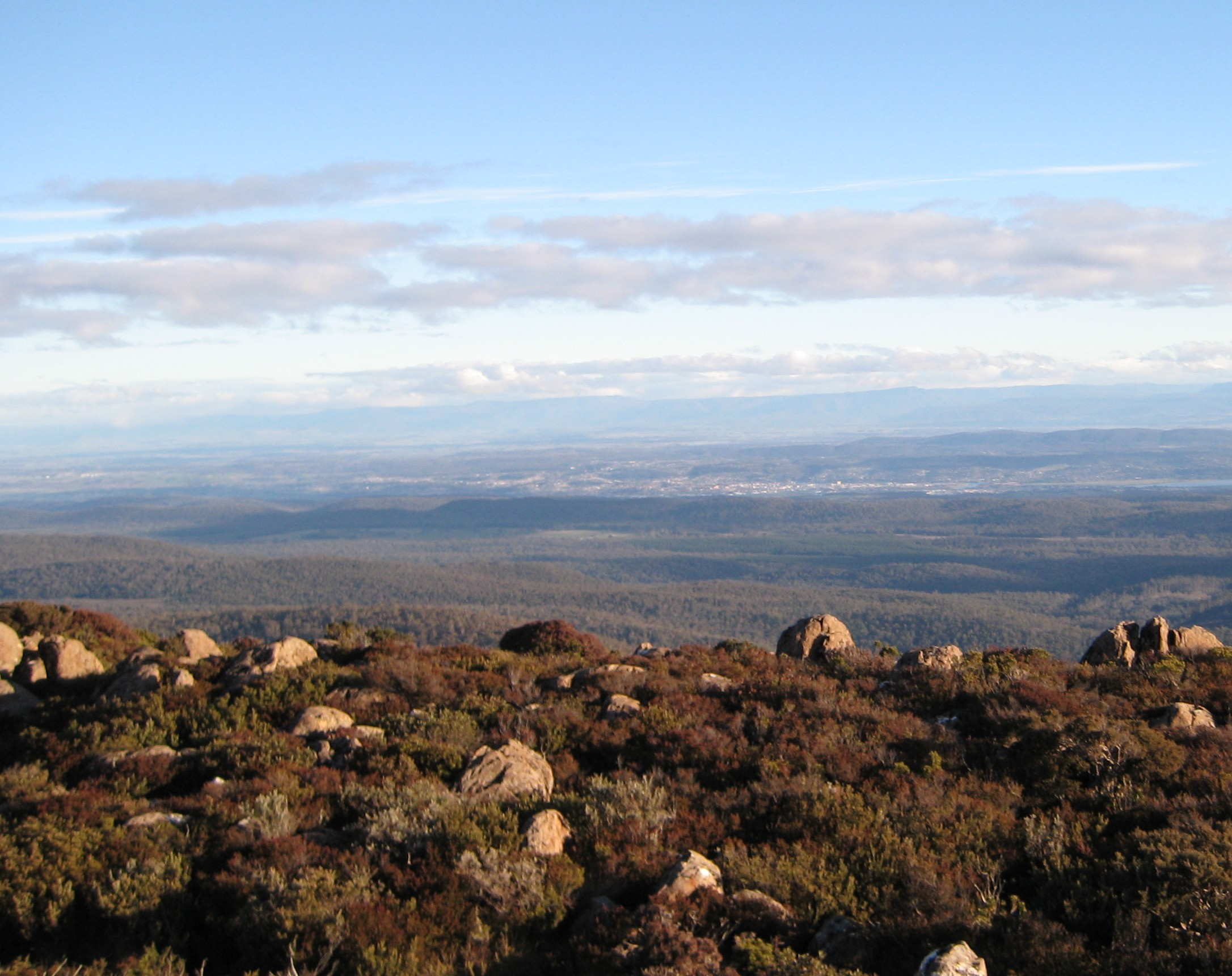
Vue de Launceston depuis le plateau du mont Arthur